# 1972 HL1
1972 HL1 är en asteroid i huvudbältet som upptäcktes den 19 april 1972 av den chilenske astronomen Carlos R. Torres vid Cerro El Roble Station.
Asteroiden har en diameter på ungefär 3 kilometer.